# Albert Engström-priset
Albert Engström-priset utdelas av Albert Engström-sällskapet till enskild person eller sammanslutning som uppfyller ett eller flera av följande kriterier:
- att aktivt och i hög grad ha medverkat till att Albert Engströms verk hålls levande
- att aktivt ha medverkat till att kunskapen om och/eller intresset för Albert och hans verk spridits
- att i sin produktion verkar/ha verkat i Alberts anda – antingen i bild, text, ton etc eller genom att sprida glädje, genom att gissla girighet, högfärd, dumhet, skenhelighet eller på annat sätt verka för en moral i engströmsk anda.

Priset består sedan 2006 av ett konstverk tillverkat av Bo-Kenneth "Knutte" Knutsson efter Alberts teckning ”Kolingen i midsommarhagen” från 1904.

## Pristagare[3]
- 1987 – Birgit Qvarnström
- 1988 – Agne Rundqvist
- 1991 – Torsten Carlsson/Hult Evert Briby
- 1993 – Anette Josefson & Folke Andersson
- 1994 – Astrid Lindgren (hederspris)[4]
- 1995 – Gunnar Brusewitz
- 1998 – Göran Brunius
- 2001 – Ove Engström
- 2004 – Helmer Lång (hederspris)[4]
- 2006 – Jan Berglin
- 2007 – Hans Alfredson
- 2008 – Babben Larsson
- 2009 – Mikael Niemi
- 2010 – Lennart Hellsing
- 2011 – Sture Hegerfors
- 2012 – Lasse Åberg
- 2013 – Pija Lindenbaum[5]
- 2014 – Gunilla Dahlgren samt ett hederspris till Michael Blum[4]
- 2015 – Magnus Betnér
- 2016 – Barbro Lindgren
- 2017 – Ulf Lundkvist
- 2018 – Owe Thörnqvist
- 2019 – Mia Skäringer Lazar
- 2020 – Karin Fredriksson
- 2021 – Henrik Dorsin
- 2022 – Liv Strömquist
- 2023 – Magnus Uggla[6]
- 2024 – Marie-Louise Ekman[7]

## Ungdomspriset
Sedan 2014 delar sällskapet ut ett ungdomspris till personer som ännu inte fyllt 30 och pristagaren ska alternera så att det vartannat år delas ut till en kvinna och vartannat år till en man.
- 2014 – Lina Neidestam[4]
- 2015 – Marcus Gunnar Pettersson
- 2016 – Ellen Ekman
- 2017 – Soran Ismail
- 2018 – Ester Eriksson
- 2019 – Emil Maxén
- 2020 – Moa Romanova
- 2021 – Ishtar Bäcklund Dakhil
- 2022 – William Spetz
- 2023 – Nina Dahn[6]
- 2024 – Carl Stanley[7]

## Källhänvisningar
- Albert Engströmpriset. Läst 16 december 2024.